# 국립의과학지식센터

국립의과학지식센터
충청북도 청주시 흥덕구 오송읍 오송생명2로 202에 위치한 대한민국 국립의학도서관으로 2014년 3월 27일 개관했다.
국립의과학지식센터는 국내외 의과학 지식정보 자원을 한눈에 볼 수 있는 곳으로, 최고의 의과학도서관이라는 비전을 가지고 있다.

□ 개요
- (설립목적) 국가차원의 보건의생명과학분야 전문학술정보의 수집 · 보존 및 최신 의학정보제공, 연구성과물의 대국민 공공접근성(Open Access) 강화
- (개관일) 2014.3.27
- (시설규모) 지하1층, 지상4층, 연면적 6,669㎡(2,017평)
- (소장자료) 비전자자원 15만여권, 전자자원 2만 6천여종
- (주요시설) 자료실, 회의실, 영상제작실, 자료분석실, 보존서고, 전시실 등

□ 소개
- (미션) 지식의 창을 열어 건강한 세상을 만든다
- (비전) 최고의 의과학 도서관
- (핵심가치)

- 지식보존 : 의과학 정보의 체계적 수집, 통합, 보존, 의과학 지식의 전승
- 지식공유 : 국가 의과학 지식 자원의 공유기반 구축, 지식자원의 활용 체계 마련
- 지식창조 : 의과학 지식 생태계의 선순환을 위한 기반 조성
- 고객감동 : 이용자 중심의 창의적인 서비스 제공
- (주요기능)

1. - 국내외 의과학 정보자원 망라적 수집, 가공, 보존 및 제공
2. - 의과학 연구성과물 통합관리및 제공
3. - 의과학 연구데이터의 수집, 보존 및 공유 인프라 구축
4. - 의과학 최신정보 및 교육 프로그램 제공

□ 연혁
- (주요연혁)

- 2006.12 대통령 직속 도서관정보정책위원회 발족
- 2008.07 도서관종합발전계획(2009-2013) 수립 발표, 보건복지부 소관 과제로 국립의학도서관 설립 추진
- 2010.03 국립의학도서관 건립 사업 주관기관을 질병관리본부로 협의
- 2010.12 질병관리청 국제학술지(PHRP) 발간
- 2011.10 국립의과학지식센터 실시설계 완료
- 2013.01 국립의과학지식센터 운영규정 개정
- 2013.11 국립의과학지식센터 시설 준공
- 2014.03 국립의과학지식센터 개관
- 2021.10 전국도서관평가 최우수 전문도서관으로 평가, 문체부 장관상 수상
- 2022.10 대국민 공공접근성(Open Access) 확대 추진으로 도서관발전종합계획 평가 최고 우수기관 선정, 우수기관상 수상
- 2022.11 보건의료성과물 공유 및 확산 추진으로 국가정책정보협의회 정책정보서비스 유공자 선정, 문체부 장관상 수상
- 2022.12 질병관리청 국제학술지 ESCI(Emerging Sources Ciation Index) 등재